# 태도

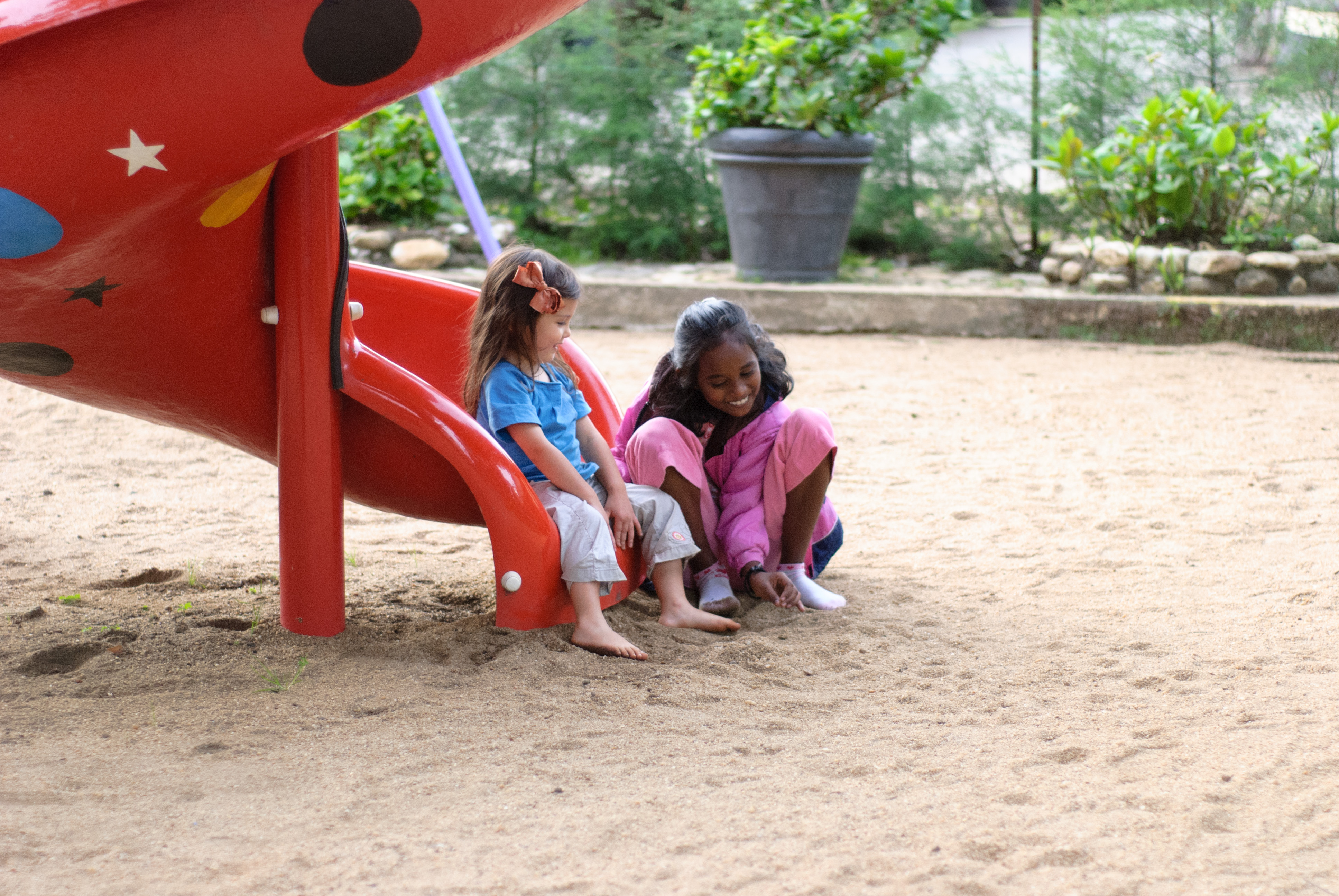
놀이터에서 두 아이가 이야기를 나누며 긍정적인 태도를 보이고 있다.

태도(態度, Attitude)는 사람의 행동에 대한 마음가짐을 표현한 단어이다.
태도는 사람의 마음가짐이기 때문에 변화할 수 있으며, 인간은 타인에 대해 생각하는 마음이 다르기 때문에 태도가 사람마다 달라질 수 있다. 태도는 타인에 대한 마음가짐으로 보여지는 모습이기 때문에 사람은 태도를 두루두루 살피어 잘 보면 그 사람이 타인에 대한 마음을 알 수 있다.

## 정의
1. 태도란 마음의 모양이다.
2. '태도'라는 용어는 불어의 'attitude', 이탈리아어의 'attitudine'에서 유래한 것으로서, 라틴어의 'aptus'(적합성 또는 알맞음을 일컫는 말)에서 기원했다. 태도의 개념은 17세기 후반부터 사회과학적 연구의 고려대상으로 정착되기 시작했는데, 당시의 사회과학자들은 인간의 행동이 선천적인 유전형질이나 본능에 의해 좌우된다는 기존의 생각에 대해 회의적이었으며, 행동을 설명할 수 있는 매개 요소로서 그 사람의 태도가 어떠한가의 문제를 전제하기에 이르렀다. 20세기 이르러 고든 올포트는 태도를 '개인이 외적 사물 및 상황에 대해 반응하는데 있어 영향을 주는 정신적인 상태'로 개념화했으며, 이는 경험을 통해 형성된다고 보았다.(Gordon Allport,1935) 태도에 관한 연구가 활성화되면서 여러 학자들의 다양한 정의가 시도되었는데, 베팅하우스와 코디(Bettinghaus&Cody,1987)는 "사람들이 사물에 대해 느끼는 좋음과 싫음의 감정"이라 하여 태도를 호(好)·불호(不好)의 감정적인 측면에서 정의했고, 피쉬바인과 아젠(Fishbein&Ajen,1975)은 "대상물에 대한 개인들의 모든 평가적 신념"이라 하여 태도 대상과 태도 간에 성립하는 평가적인 측면을 강조했다. 또한 벰(Bem,1970)은 태도를 "사물, 사람, 또는 이슈에 대해 가지는 일반적이거나 지속적인 긍정적·부정적 감정"으로 정의했다. '태도' 개념은 종종 '습관'이나 '가치', '의견' 등의 개념과 혼용되는 경향이 있으나 이들 개념은 엄밀한 의미에서 태도와 다르며, 개념이 쓰이는 상황 또한 매우 다르다. '습관'은 태도와 마찬가지로 학습되는 것이며 지속성이 있다. 그러나 습관은 규칙화된 행동의 패턴을 일컫는 반면, 태도는 그 자체가 행동을 나타내는 것은 아니라는 점에서 차이가 있다. 이에 비해 '가치'는 사람들이 추구하고자 하는 궁극적 목표이자 이상으로서, 태도보다 더 광범위하고 일반적인 개념으로 쓰이거나 여러 가지 태도들을 전체적으로 강조하는 데 사용된다. '의견'이란 인지적 판단을 단순하게 일컫는 말로 사용되며, 태도는 인지적 판단이 아닌 감정적 요소를 함축하면서 여러 개의 세부 요소를 포함하는 분화된 개념이다.  근래의 사회과학자들은 태도를 어떠한 대상에 대해 호의적 또는 비호의적으로 반응하도록 이끄는 학습된 선유 경향, 사상·사물을 인식하고 재현하고 판단을 내리는 데 있어 특정한 경향성을 가지도록 하는 정신의 중재작용이라고 개념화하고 있다.

## 개요
인간은 집이나 자가용차와 같은 재산, 부모나 친구와 같은 타인, 그리고 대학이나 예배와 같은 사회적인 제도에 대해서 기호에 따라 일정한 선택을 한다. 이것은 정치제도나 정치이념에 관해서도 할 수 있는 말이다. 이렇게 어떤 대상(對象)에 대한 지속적인 선택이 개인의 일정한 행동경향의 준비상태가 되어 있을 때 이를 개인의 태도라고 한다. 태도라는 용어는 옛부터 일상적으로 사용되어 왔으나 그 용법은 여러 가지였다. 17세기에는 태도가 풍경을 대하는 화가(畵家)의 신체적 위치를 가리키는 말로써 쓰였다고 한다. 그리고 정치적인 쟁점(爭點)에 관한 개인의 마음의 자세라든가, 저 친구들의 태도 하는 식으로 집단이나 계급 특유의 사고방식을 가리킨 경우도 있었다. 태도의 개념에 포괄적 정의를 처음 내린 미국의 사회심리학자 올포트(Allport)에 의하면 태도는 "개인이 관계가 있는 모든 대상이나 상황에 대해서 나타내는 반응에 지시적(指示的) 내지 역학적(力學的) 영향을 미치는, 경험에 의해 체계화된 심리적·신경적 준비 상태"라고 하였다. 태도의 특징을 살펴보자. 태도는 후천적(後天的)으로 학습되는 행동경향이지만 부단히 일정한 자극상황과의 관련에서 성립되는 것이며 이런 의미에서 개인의 행동경향의 총체적인 형성을 의미하는 인격과는 다르다. 태도 형성의 자극으로는 집이나 자동차와 같은 물적인 것도 있으나 더 중요한 것은 언어에 의한 자극이다. 이것은 어른의 말을 통해서 특정 대상에 대한 어린이의 태도가 형성되는 것을 생각하면 알 수 있다. 태도에는 반드시 대상에 관한 논리적, 미적(美的) 또는 도덕적인 가치판단이 포함되어 있다는 의미에서 습성과는 다르다. 결벽성이 있는 사람은 일상생활에서 불결한 것을 무의식 중에 피하는 데 이것은 습성이다. 신선치 못한 음식물을 피하는 것은 그것에 대한 일정한 가치판단을 수반한 거부의 태도가 형성되기 때문이다. 태도는 다소나마 지속적인 상태를 말하지만 때에 따라 변용(變容)한다. 예컨대 애인에 대한 태도는 상당히 지속적인 것이지만, 어느날 별안간 표변할 수도 있다. 태도 가운데서 가장 중요한 것은 대상이 타인·집단·제도 또는 표준화된 사회가치 내지 규범(規範)일 경우의 사회적 태도이다. 가령 '흑인은 백인보다 열등하다'는 말을 긍정하는 태도가 형성된다면 이 말이 사실과는 상이한 상황속에서도 그런 태도가 지속될 수 있다. 개인의 사회적 태도는 다른 인간의 사회적 태도와 단락(短絡)하기 쉬우며, 일정 집단의 태도로까지 번질 수 있다. 편견은 비합리적인 가치판단에 의해 형성된 집단태도라고 말할 수 있다.

## 속성
1. 학습된다: 사람은 태어나면서 어떠한 태도를 가지고 태어나는 것이 아니라 후천적으로 습득한다. 타인과의 상호작용이나 개인의 경험, 또는 미디어의 여러 경로를 통해 태도를 습득하게 된다.
2. 무엇인가에 반응하려는 선유경향이다: 태도는 사람들의 행동보다 앞선다. 태도와 행동이 일대일의 일치관계를 가진다고 말할 수는 없지만 많은 경우에 태도는 행동과 일치한다.
3. 평가적 차원의 속성을 갖는다: 태도는 특정 일에 대한 호의적 혹은 비호의적 평가를 상징한다. 즉, 좋고 싫음이나 찬성·반대, 긍정적 또는 부정적인 감정들을 나타낸다.

## 형성
1. 사회적 평가·통념에 의한 명시적 학습을 통한 습득
2. 감정의 반응에 따른 보상에 의한 선호체계 형성
3. 사전에 행해진 자신의 행동;이미 일어난 행위에 대해 사후적으로 일관성을 가지려는 과정에서 태도 형성('인지부조화 이론' 참고)

## 구조적 발전
- 복잡성의 차원: 단순한 태도에 비해 더 많은 신념들이 동원되어 복잡한 신념 구조를 가지게 되면 잘 변하지 않는 태도가 형성된다.
- 극단성의 차원: 태도가 여러 차원을 가지게 되면 극단적 점수들이 상쇄되어 모호해 보이는 태도가 형성된다.
- 모호성의 차원: 한 차원에서의 태도가 양적 또는 음적인 두 값을 동시에 가지게 될 경우 모호성이 발생한다.

## 기능

### 일상적 기능
태도는 일상적으로 다음과 같은 기능들을 수행한다.
- 행위의 동기
- 가치 표현
- 자기 방어
- 타인에게 받아들여지고 싶은 기능
- 집단 구성원으로서의 정체성 획득
- 사회적 일체감 형성

### 카츠(Katz,1960)의 분류
카츠(Katz,1960)의 분류에 따르면 태도는 다음과 같은 네 가지 기능을 갖는다.
1. 자아방어적 기능: 사람은 자신이나 외부 세계에 대한 불유쾌한 사실로부터 자신을 보호하기 위해 특정한 태도를 가진다.
2. 가치표현적 기능: 사람들은 자신의 주요한 가치나 자아 이미지를 반영하는 태도를 취함으로써 만족감을 느낀다.
3. 지식적 기능: 태도는 우리 주변의 정보나 사건들을 조직하고 이해하는 역할을 한다.
4. 실용적 기능: 사람들은 어떤 태도를 가짐으로써 보상을 최대화하고 처벌을 최소화한다.

## 신념과의 관계
여러 신념들이 모여 태도를 형성한다. 신념 체계 자체가 행위를 만들어내지는 않는다는 점에서 신념은 태도의 구성물이다.

### 신념과의 일치성
신념과 태도가 일치할 수 있다는 가정 하에서 신념이 태도를 예측할 수 있다고 주장하는 대표적 예시로 기대-가치 모형을 들 수 있다. 기대-가치 모형에서는 태도를 신념과 평가의 곱으로 환산한다. 평가가 빠진 신념인 무태도나 공허한 신념(Rosenberg) 같은 경우 신념에서 태도를 예측하는 것이 불가능하다.

#### 일치성에 대한 반론
기대-가치 모형은 신념과 태도가 일치한다는 가정에 기초하고 있다. 그러나 많은 학자들은 과연 태도와 신념이 일치하는지, 만일 일치한다면 그 정도는 어느 정도인지에 의문을 가지고 연구를 진행하고 있다. 그 중 대표적 개념이 평가-인지 일치성의 개념인데, 이는 어떤 사람이 태도 대상에 대해 가지고 있는 전반적인 평가와 그 사람이 태도 대상에 대해 가지고 있는 신념의 내용이 반드시 일치하는 것은 아님을 주장한다. 로젠버그에 의하면 같은 사물에 대한 태도일지라도 개인에 따라 평가-인지 일치성이 높거나 매우 낮을 수 있는데, 평가-인지 일치성이 낮은 것은 그 사람이 태도 대상에 대해 어떠한 신념도 가지고 있지 않은 경우라고 주장했다. 평가-인지 일치성이 놓은 사람은 자신이 가지고 있는 기존 신념들이 잘 조직되어 있기 때문에 어떤 대상물에 대한 새로운 정보가 들어왔을 때 이러한 잘 조직된 기존 신념을 통해 그 정보를 분석하고 태도 형성에 이용하게 된다. 반면 내면 신념의 조직화 정도가 낮은 사람은 새로운 정보를 그에 준거해 처리하는 능력이 떨어지므로 평가-인지 일치성이 낮다.

### 신념의 복잡성과 태도
태도가 내적 구조를 가지는 것과 마찬가지로 신념도 구조를 가지고 있다. 신념의 구조를 이루는 요소 중 신념의 복잡성은 가장 중요한 요소 중 하나이다. 어떤 대상에 대한 신념은 그 대상이 가진 한두 가지 속성에 대한 평가만으로 이루어지기도 하고, 그 대상이 가진 무수히 많은 속성에 대한 복잡한 평가들의 집합으로 이루어지기도 한다. 이러한 태도 대상에 대한 신념의 복잡성을 신념의 차원성으로 정의하는데 이는 태도 대상이 가지는 여러 속성들이 같이 취급되고 다루어질 수 있는 차원이 다수임을 의미한다. 신념의 차원성이 높을수록 한 태도 대상물에 정향되어 있는 신념들의 속성이 서로 공통적이지 않게 되기 때문에 그 태도는 매우 복잡하게 되고, 이로 인해 태도가 온건해지거나 극단적인 방향으로 흐를 수 있게 된다.

## 참고 문헌
- 김영석 저,「설득커뮤니케이션」(나남출판 2005) ISBN 89-300-8110-X
- 나은영 저,「인간 커뮤니케이션과 미디어」(한나래 2002) ISBN 89-5566-010-3

## 같이 보기
- 예의
- 버릇
- 성격
- 최소노력의 원칙